# Катарина Соња Родригез
Катарина Соња Родригез (рођена 1. августа 1992. године), манекенка је, спортисткиња и кандидаткиња избора за мис у две узастопне године; 2017. заузела је 2. место у такмичењу за Miss Intercontinental Phillippines. Ова ласкава титула омогућила јој је да годину дана касније буде проглашена за кандидаткињу Филипина на такмичењу за Мис света.Изашла је из анонимности када је заузела треће место у 2. сезони такмичења Asia's Next Top Model 2014. године. Имала је само 22 године и као манекенки без претходног искуства, ово такмичење ју је научило многим лекцијама које су јој помогле у развоју каријере.

## Детињство и младост
Катарина је рођена у америчкој провинцији Флорида, граду Орландо. Оба родитеља су јој пореклом са Филипина. Мајка јој је из Маниле, а отац пореклом из Даваа. Током периода основне школе често се селила, али је средњу школу похађала у родном граду. Због свог порекла трпела је свакодневно вербално насиље вршњака. Каже да јој је то помогло да сазри и на време одрасте како би била спремна на све што је чека пре него што се за стално пресели да живи на Филипинима са породицом. У Манили похађа и успешно завршава студије бизнис менаџмента и филозофије на универзитету De La Salle.
 У међувремену је завршила и курс за инструктора вожње бицикла, бавила се атлетиком. У овим спортовима је сваке године врло успешно представљала свој универзитет.

## Почетак каријере
На наговор пријатеља, Катарина се 2014. године пријављује и постаје једна од 16 такмичарки 2. сезоне Asia's Next Top Model. Заједно са својом земљакињом Jodilly Pendre ушла је у ужи избор од 3 потенцијалне победнице и заузела 3. место.

## Избори за мис
Након више него успешног пласмана у такмичењу, Катарина је привукла пажњу чувеног ментора многих манекенки са Филипина, Џонаса Гејфуда. Због недовољне висине за учествовање у ревијама, али са друге стране лепог лица и фотогеничности, Џонас ју је охрабрио да се окуша у неком од избора за мис.

### Binibining Phillipinas 2017
Ово такмичење је било локалног карактера. Након завршетка проглашена је за Miss Intercontinental Philipines 2017. Пласирала се на Miss Intercontinental 2017.

### Miss Intercontinental 2017
Учествовала је на избору за Mis Intercontinental 2017. године као представница Филипина. Такмичење је одржано у Хургади, познатом египатском летовалишту. Освојила је 2. место, а победница је била Вероника Валејо из Мексика. Освојила је и награду за мис популарности и 2. место у категорији националних ношњи.

### Miss World Phillippines 2018
Представљајући Давао, родни град свог оца, 7. октобра 2018. односи ласкаву титулу представнице Филипина на Избору за мис света 2018.

### Мис света 2018
Почетком децембра исте године такмичила се на најпрестижнијем такмичењу оваквог типа, Избору за мис света. Такмичење је одржано у Кини. На велику жалост обожавалаца и љубитеља света моде, Катарина је своју борбу завршила у четвртфиналу и тиме прекинула шестогодишњу традицију своје земље. Од 2011. до 2017. године Филипини су били неизоставни део финала овог такмичења. Победница избора била је Ванеса Понс из Мексика.

### Приватни живот
Ревносно и предано се бави хуманитарним радом. Пре неколико година постала је амбасадор мира своје земље, као и утицајан члан организације за превенцију и борбу против HIV-а и AIDS-а. Прошле године је такође постала члан организације Save the Children Phillippines.